# ترابری در توکیو
ترابری در توکیو شبکه ترابری در توکیو شامل راه‌آهن‌های دولتی و خصوصی، شبکهٔ بزرگراه‌ها، فرودگاه‌های بین‌المللی و داخلی، شبکهٔ اتوبوسرانی، ارائه خدمات به موتورسیکلت‌ها، دوچرخه سواران و عابران پیاده می‌شود. سیستم حمل و نقل عمومی در توکیو یکی از گسترده‌ترین سیستم‌های حمل و نقل در جهان است.

## ترابری هوایی

### فرودگاه‌های اصلی

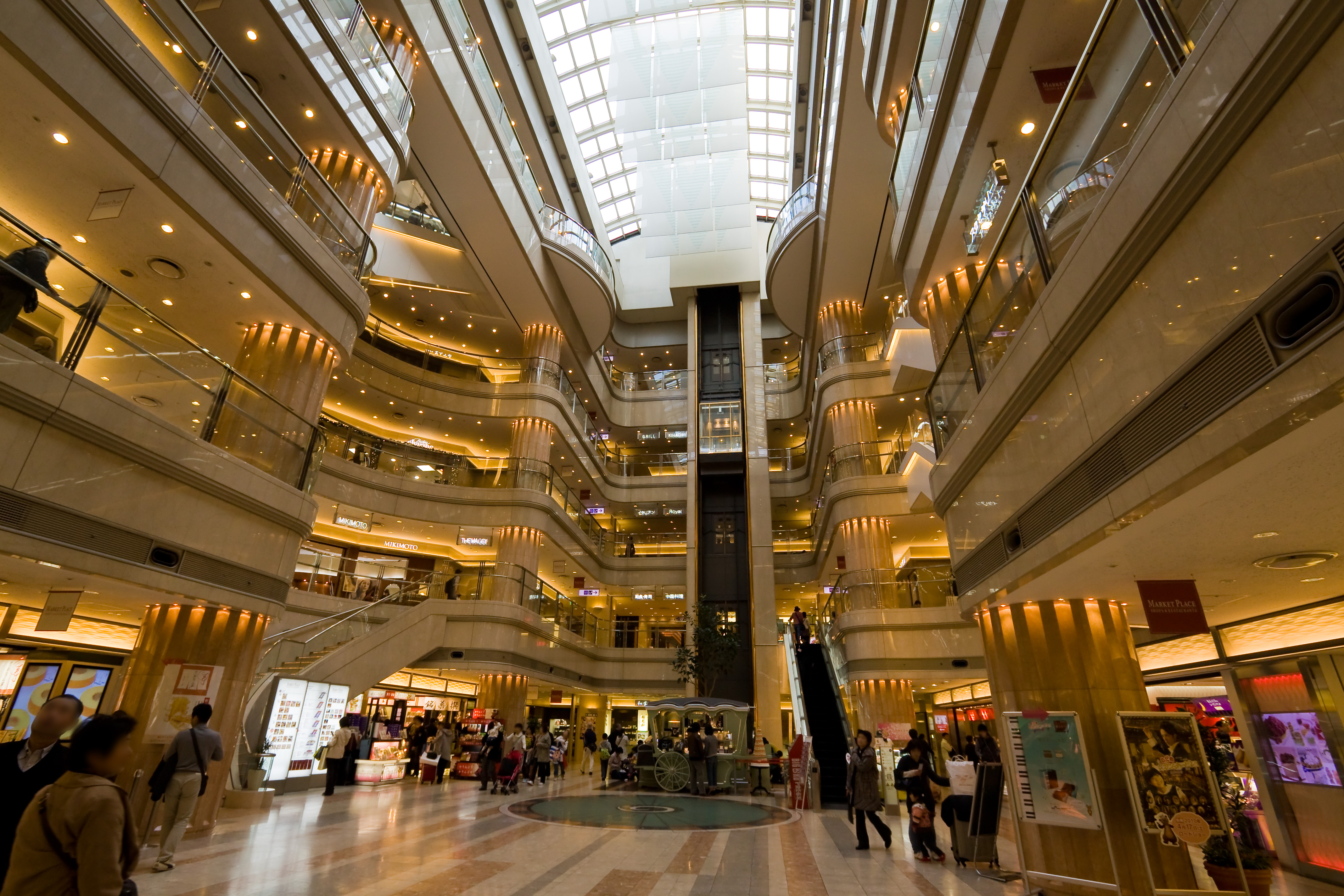
ترمینال شماره یک فرودگاه هانه‌دا.

فرودگاه بین‌المللی توکیو که بیشتر با نام فرودگاه هانه‌دا مشهور است در منطقهٔ اوتا و فرودگاه بین‌المللی ناریتا در استان چیبا دو فرودگاه اصلی توکیو هستند. پس از توسعه باندهای فرودگاه ناریتا، باند و ترمینال جدید فرودگاه هانه‌دا در اکتبر سال ۲۰۱۰ میلادی به اتمام رسیده‌است. انتظار می‌رود که با توسعهٔ این دو فرودگاه پذیرش ۲۰٬۰۰۰ مسافر اضافه بر قبل امکانپذیر گردد.

### فرودگاه‌های فرعی
در غرب توکیو  فرودگاه چوفو در منطقهٔ چوفو واقع شده‌است و پروازهای آن بطرف جزایر ایزو که از نظر اداری بخشی از توکیو محسوب می‌شوند، انجام می‌شود. فرودگاه هلی‌کوپتر در منطقهٔ کوتو در خدمت پروازهای دولت است و این هلی کوپترها اخبار و ایمنی ترافیک را تحت نظر دارند. سه فرودگاه در ایزواوشیما، هاچیجوجیما و میاکجیما به مسافران خدمات هوائی ارائه می‌دهند. فرودگاه ایباراکی در ۸۵ کیلومتری شمال توکیو واقع شده و به عنوان یک فرودگاه کم هزینه در مرکز فعالیت می‌کند.

### فرودگاه‌های ارتشی
- فرودگاه ارتشی یوکوتا در منطقهٔ فوسا (متعلق به ارتش آمریکا)
- فرودگاه ارتشی آتسوگی یا NAF آتسوگی در منطقهٔ آتسوگی در استان کاناگاوا (متعلق به ارتش آمریکا)

## شبکه راه‌آهن توکیو

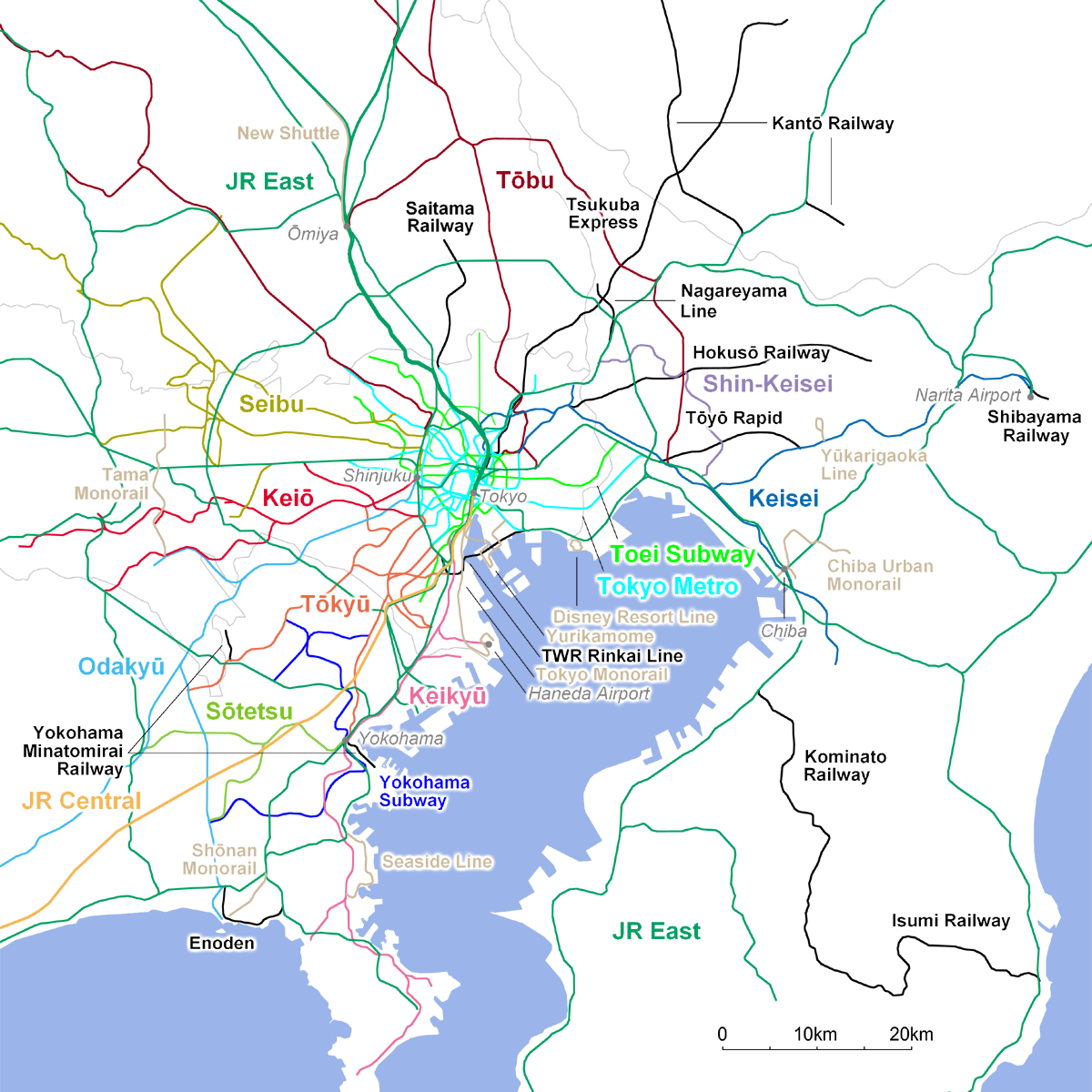
شبکه راه‌آهن توکیو.

اصلی‌ترین راه حمل و نقل در توکیو از طریق قطار است. شبکهٔ راه‌آهن توکیو گسترده‌ترین شبکهٔ راه‌آهن در جهان است و اکنون نیز در حال گسترش است. در حال حاضر این شبکه دارای ۸۸۲ ایستگاه قطار در داخل توکیو است. از این تعداد ۲۸۲ ایستگاه به متروی توکیو تعلق دارد. به‌طور تقریبی ۲۰ میلیون نفر در روز از قطار برای رفت‌وآمد در توکیو استفاده می‌کنند و این در حالی است که در کل کشور آلمان که دارای بالاترین تعداد مسافر قطار در اروپاست شبکهٔ راه‌آهن تنها ده میلیون مسافر در روز دارد.

### شرکت راه‌آهن شرق ژاپن
شرکت راه‌آهن شرق ژاپن یا شرکت راه‌آهن شرق ژاپن بزرگترین شرکت مسافربری راه‌آهن در جهان است. به غیر از قطارهای شهری چندین خط شینکانسن نیز در بین خطوط این شرکت قرار دارند. وظیفهٔ اصلی این شرکت ارائه خدمات راه‌آهن به سراسر توکیو و شمال شرقی توکیو است. ۲۳ خط از خطوط این شرکت در داخل توکیو فعالیت دارند. مهمترین خطوط این شرکت در داخل توکیو عبارتند از:
- خط یامانوته اصلی‌ترین خط راه‌آهن در مرکز توکیو است و به صورت دایره‌وار بسیاری از ایستگاه‌های اصلی مرکز شهر را به یکدیگر متصل می‌کند.
- خط که‌ایهین-توهوکو، قطارهای این خط بین یوکوهاما و استان سایتاما در حرکت هستند.
- خط چوئو-هونسن، ایستگاه‌های این خط در غرب توکیو قرار دارند.
- خط سوبو، قطارهای این خط بین یوکوهاما و استان سایتاما در حرکت هستند.
- خط یوکوسوکا
- خط یوکوهاما
- خط کییو
- خط توکایدو

بعضی از خطوط شرکت راه‌آهن شرق ژاپن در حومهٔ توکیو فعالیت می‌کنند، از قبیل:
- خط هاچیکو
- خط ایستوکایچی
- خط جوبان
- خط جواتسو
- خط کاواگوئه
- خط موساشینو
- خط اومه
- خط نیگیشی
- خط نانبو
- خط ساگامی
- خط تاکاساکی
- خط تسورومی

## دیگر شرکت‌های راه‌آهن فعال در توکیو
به غیر از شرکت راه‌آهن شرق ژاپن چندین شرکت راه‌آهن خصوصی دیگر در توکیو جمعاً دارای ۵۵ خط راه‌آهن در داخل توکیو هستند.
- شرکت راه‌آهن کیکیو مابین ایستگاه شیناگاوا و فرودگاه هانه‌دا. ۵ خط.
- شرکت راه‌آهن کیئو در غرب توکیو. مابین ایستگاه شینجوکو و ایستگاه شیبویا ۶ خط.
- شرکت راه‌آهن کیسی مابین ایستگاه اوئنو و فرودگاه بین‌المللی ناریتا). ۷ خط.
- شرکت راه‌آهن اوداکیو مابین ایستگاه اوداوارا و ایستگاه هاکونه. ۳ خط.
- شرکت راه‌آهن سیبو در غرب توکیو. مابین ایستگاه شینجوکو و ایستگاه ایکه‌بوکورو. ۱۳ خط.
- شرکت راه‌آهن توبو ایستگاه ایکه‌بوکورو و ایستگاه آساکوسا ۱۲ خط.
- شرکت راه‌آهن توکیو در جنوب توکیو. ایستگاه شیبویا و ایستگاه مگورو ۱۲ خط.
- خط اکسپرس تسوکوبا (Tsukuba Express) یا (TX) مابینایستگاه آکیهابارا و ایستگاه تسوکوبا در استان ایباراکی. یک خط.
- تاما مونوریل در غرب توکیو.
- توکیو مونوریل مابین فرودگاه هانه‌دا و مرکز شهر.
- خط رینکای در اودایبا.
- خط یوریکامومه در اودایبا.

### خطوط مترو

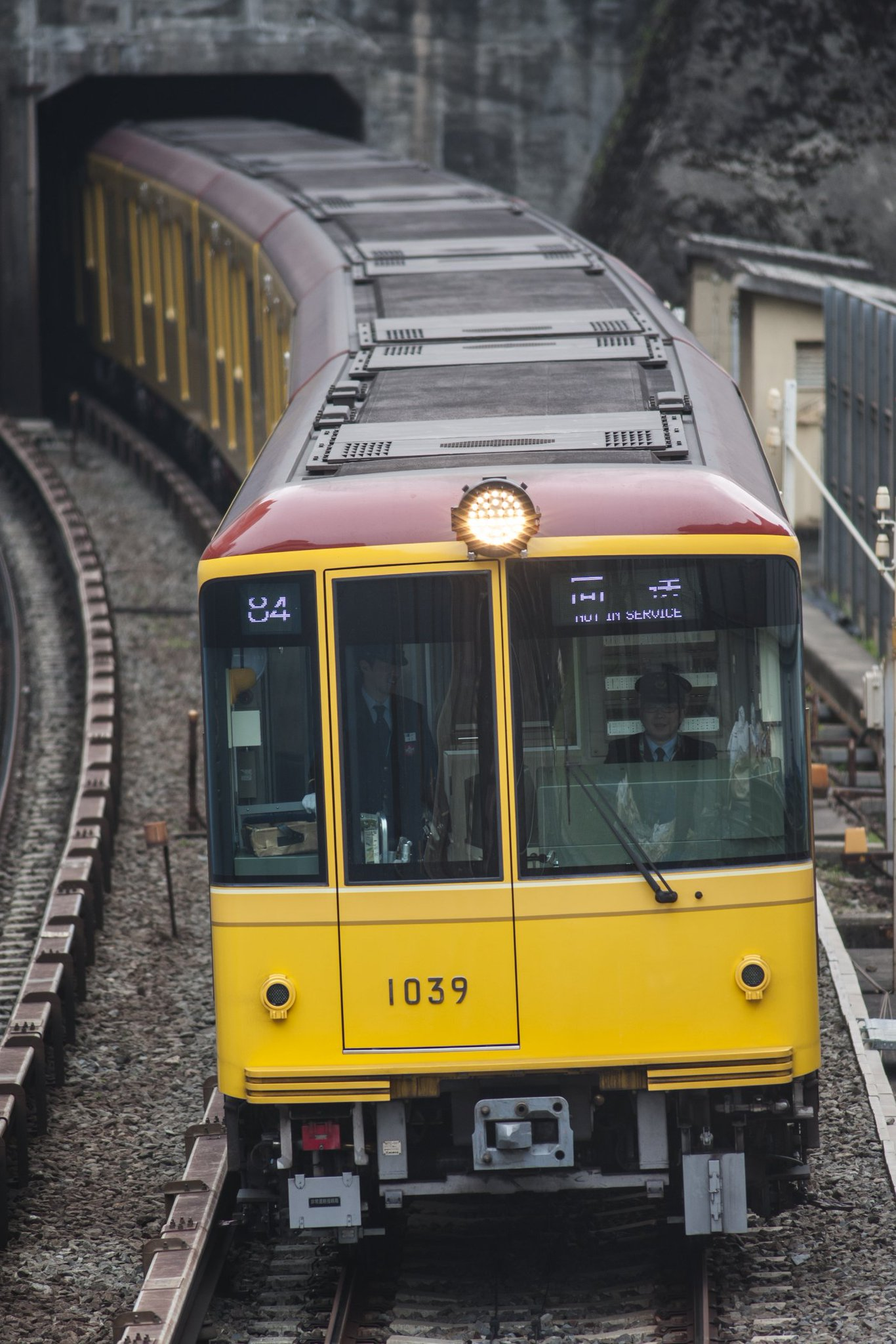
خط گینزا، قدیمی‌ترین خط مترو در آسیا

- متروی توکیو شامل ۹ خط است.
- متروی توئی شامل ۴ خط است.

### تعداد مسافران
| شرکت راه‌آهن          | سالانه (میلیون) |
| -------------------- | --------------- |
| شرکت راه‌آهن شرق ژاپن | 5,459.000       |
| متروی توکیو          | 2,321.770       |
| شرکت راه‌آهن توبو     | 877.683         |
| شرکت راه‌آهن توکیو    | 1,065.439       |
| متروی توئی           | 1,705.959       |
| شرکت راه‌آهن اوداکیو  | 717.211         |
| شرکت راه‌آهن سیبو     | 628.781         |
| شرکت راه‌آهن کیئو     | 637.180         |
| شرکت راه‌آهن کیکیو    | 444.157         |
| شرکت راه‌آهن کیسی     | 258.505         |
| شرکت راه‌آهن ساگامی   | 230.889         |
| Total                | ۱۴٬۳۴۶٫۵۷۴      |

## شلوغ‌ترین ایستگاه‌ها
1. ایستگاه شینجوکو ۳٫۶۴ میلیون (بالاترین تعداد در جهان بر طبق رکوردهای جهانی گینس)[۴]
2. ایستگاه ایکه‌بوکورو ۲٫۷۱ میلیون[۵]
3. ایستگاه شیبویا ۲٫۱۸ میلیون[۶]
4. ایستگاه یوکوهاما ۲٫۰۹ میلیون[۷]
5. ایستگاه توکیو ۱٫۱۲ میلیون[۸]
6. ایستگاه شیناگاوا ۰٫۹۱ میلیون[۹]
7. ایستگاه تاکادانوبابا ۰٫۹۰ میلیون[۱۰]
8. ایستگاه شین‌باشی ۰٫۸۵ میلیون[۱۱]

## اتوبوسرانی
بعد از شبکهٔ راه‌آهن خطوط اتوبوسرانی مهمترین نقش را در حمل و نقل مسافران توکیو عهده‌دار هستند.

## تاکسی
کرایهٔ ورودی به تاکسی از سال ۲۰۰۷ میلادی، ۷۱۰ ین است که در ازای دو کیلومتر نخست و هر ۲۸۸ متر بعد از آن ۹۰ ین به این مبلغ افزوده می‌شود. بین ساعت ۱۰ شب تا ۵ صبح کرایه‌های تاکسی ۲۰ درصد افزایش می‌یابند.

## جاده‌ها و خیابان‌ها

### راه‌های اصلی
راه‌های زیر از راه‌های اصلی توکیو به‌شمار می‌آیند.
- راه اصلی شماره ۱ توکیو را به اوزاکا متصل می‌کند.
- راه اصلی شماره ۶ مابینسندای و آئوموری کشیده شده‌است.
- راه اصلی شماره ۱۴ مابین نیهونباشی و استان چیبا.
- راه اصلی شماره ۱۶ مسیر بین یوکوسوکا در استان کاناگاوا، یوکوهاما، استان سایتاما و استان چیبا.
- راه اصلی شماره ۱۷ مابین توکیو و استان نیگاتا.
- راه اصلی شماره ۲۰ مابین توکیو و استان یاماناشی.

### آزادراه‌های توکیو
آزادراه‌های توکیو (به ژاپنی: 首都高速道路 Shuto Kōsoku Dōro) (به انگلیسی: Metropolitan Expressway) به آزادراههایی گفته می‌شود که در محدودهٔ توکیو قرار دارند. طول این آزادراه‌ها ۳۲۲٫۵ کیلومتر است.
- آزادراه کمربندی توشین
- آزادراه کمربندی چوئو
- آزادراه یائسو
- آزادراه بایشوره
- آزادراه شماره ۱ اوئنو
- آزادراه شماره ۱ هانه‌دا
- آزادراه شماره ۲ مه‌گورو
- آزادراه شماره ۳ شیبویا
- آزادراه شماره ۴ شینجوکو
- آزادراه شماره ۵ ایکه‌بوکورو
- آزادراه شماره ۶ موکوجیما
- آزادراه شماره ۶ میساتو
- آزادراه شماره ۷ کوماتسوگاوا
- آزادراه شماره ۹ فوکاگاوا
- آزادراه شماره ۱۰ هارومی
- آزادراه شماره ۱۱ دائیبا
- آزادراه کاواگوچی